# Goriče, Kranj
Goriče so naselje v Mestni občini Kranj. V naselju stojita cerkev sv. Andreja in podružnična osnovna šola.